# Hypolimnas ysabela
Hypolimnas ysabela är en fjärilsart som beskrevs av Hans Fruhstorfer 1912. Hypolimnas ysabela ingår i släktet Hypolimnas och familjen praktfjärilar. Inga underarter finns listade i Catalogue of Life.